# Salvador García
Salvador García Melchor (1 november 1962) is een Mexicaans langeafstandsloper. Hij won de New York City Marathon in 1991 na een tweede plaats in 1990. Hij won ook de Rotterdam Marathon in 1992.

## Persoonlijk record
| afstand  | tijd    | plaats    | jaar |
| -------- | ------- | --------- | ---- |
| Marathon | 2:09.16 | Rotterdam | 1992 |

## Palmares

### halve marathon
- 1992: 94e WK in South Shields - 1:13.19

### marathon
- 1988:  marathon van Houston - 2:11.50
- 1988:  marathon van Mexico-Stad - 2:19.02
- 1990:  New York City Marathon - 2:13.19
- 1991:  New York City Marathon - 2:09.28
- 1991:  marathon van Long Beach - 2:16.08
- 1992:  marathon van Rotterdam - 2:09.16
- 1995: 10e New York City Marathon - 2:12.57